# Adolf Hünefeld
Franz Adolf Hünefeld (* 11. Februar 1854 in Limbach (Vogtland); † 16. September 1902 in Königstein) war ein deutscher Komponist und Organist.

## Biografie
Adolf Hünefeld wurde als drittes Kind des Weberfaktors Christian Friedrich Hünefeld im vogtländischen Limbach geboren. Nach dem Schulbesuch ging er auf das Lehrerseminar und der Konservatorium in Leipzig. Dort war er Stipendiat der Holstein-Stiftung, einer der sogenannten Sieben Raben.
Seine erste Stelle als Lehrer erhielt er 1873 in Werdau, 1876 wechselte er als Musiklehrer nach Leipzig. 1879 wurde er als Nachfolger von Friedrich Wilhelm Müller, der der Großvater u. a. von Georg Schumann und Camillo Schumann war, Kantor und Organist in der Stadt Königstein in der Sächsischen Schweiz. Dort förderte er zeit seines Lebens das Musikleben in vielfältiger Weise. Er war nicht nur Pianist und Musiklehrer, sondern ab 1884 auch Dirigent des Männergesangvereins Königstein, mit der er u. a. mehrere Konzertreisen in das Königreich Böhmen unternahm. Als kräftiger Sänger trat er auch solistisch auf. So zum Beispiel mit den neuen Liedern des Komponisten Erik Meyer-Helmund, der 1889 Kurgast in der Schweizermühle im oberen Bielatal war.
1902 erlitt er im Alter von 48 Jahren einen Herzschlag, an dessen Folgen er sofort starb. Sein Grab befand sich noch 1982 auf dem Friedhof in Königstein.
Nachfolger von Adolf Hünefeld in Königstein wurde der Bach-Forscher Wilhelm Werker.

## Werke
Zu seinen bekanntesten Kompositionen gehören der Klavier-Zyklus Das Jahr im Stahlenglanze der Kunst, Fuga für Orgel und Fuga I für Klavier.
Gemeinsam mit dem Komponisten Georg Schumann, mit dem er eng befreundet war, hat er den Herzlichen Glückwunsch für Klavier zum Mitsingen verfasst, sowie die Klavierlieder Knospen und Nun pfeif ich noch ein zweites Stück.